# Article 94 de la Constitution belge
 (janvier 2025).
Si vous disposez d'ouvrages ou d'articles de référence ou si vous connaissez des sites web de qualité traitant du thème abordé ici, merci de compléter l'article en donnant les références utiles à sa vérifiabilité et en les liant à la section « Notes et références ».
L'article 94 de la Constitution belge fait partie du titre III Des pouvoirs. Il traite de la régence.
Il date du 7 février 1831 et était à l'origine — sous l'ancienne numérotation[Quand ?] — l'article 83. Il n'a jamais été révisé.

## Texte
« La régence ne peut être conférée qu'à une seule personne. 
 Le Régent n'entre en fonction qu'après avoir prêté le serment prescrit par l'article 91. »